# La Landec
La Landec (bret. Lannandeg) – miejscowość i gmina we Francji, w regionie Bretania, w departamencie Côtes-d’Armor.
Według danych na rok 1990 gminę zamieszkiwały 472 osoby, a gęstość zaludnienia wynosiła 62 osoby/km² (wśród 1269 gmin Bretanii La Landec plasuje się na 843. miejscu pod względem liczby ludności, natomiast pod względem powierzchni na miejscu 925.).